# Anan (miasto)
Anan (jap. 阿南市 Anan-shi) – miasto w Japonii, na wyspie Sikoku (Shikoku), w prefekturze Tokushima.
Organizm miejski Anan (Anan-shi) utworzono w 1958 roku z połączenia mniejszych jednostek administracyjnych. W 2006 roku powiększono go o miasteczka Hanoura i Nakagawa (obu z powiatu Naka).
W mieście znajduje się siedziba główna firmy Nichia produkującej LED oraz elektronikę.

## Populacja
Zmiany w populacji Anan w latach 1970–2015:
| Rok  | Populacja |
| ---- | --------- |
| 1970 | 76 607    |
| 1975 | 80 927    |
| 1980 | 82 715    |
| 1985 | 82 247    |
| 1990 | 80 702    |
| 1995 | 79 479    |
| 2000 | 78 971    |
| 2005 | 78 002    |
| 2010 | 76 063    |
| 2015 | 73 100    |